# Хелс Скул (футбольний клуб)
Хелс Скул (англ. Health School Football Club) — бутанський футбольний клуб, який виступав в А-Дивізіоні, вищому дивізіоні чемпіонату Бутану, але в 2012 році А-Дивізіон змінила Національна ліга Бутану. Домашні матчі проводить на столичному стадіоні «Чанглімітанг».

## Історія
У першому розіграші А-Дивізіону фінішували на сьомому місці. У 9-ти зіграних матчах «Хелс Скул» здобув дів перемоги та двічі зіграв внічию. Команда обіграла «Мотітханг Колледж» та «Янгченпхуг Колледж» з рахунком 2:1 та 1:0 відповідно, а також розписали нічию з «Паблік Уоркс Департмент» (0:0) та «Ед'юкейшн» (1:1). Дані про змагання, які проводилися з 1987 по 1995 рік відсутні, отож невідомо чи виступав «Хелс Скул» у вище вказаний період, але після 1995 року за відомою інформацією команда не грала.